# ساکو رینک دیبور
ساکو رینک دیبور (انگلیسی: Saco Rienk de Boer; ۷ سپتامبر ۱۸۸۳ – ۱۹۷۴ (۹۰−۹۱ سال)) معمار منظر و معمار اهل ایالات متحده آمریکا بود.